# Louvroil
Louvroil település Franciaországban, Nord megyében. Lakosainak száma 6334 fő (2022. január 1.). Louvroil Maubeuge, Beaufort, Ferrière-la-Grande, Hautmont, Neuf-Mesnil és Rousies községekkel határos.

## Népesség
A település népességének változása:
| Lakosok száma | 6574 | 6651 | 6606 | 6481 | 6405 | 6371 | 6389 | 6357 | 6334 |
|               | 2013 | 2015 | 2016 | 2017 | 2018 | 2019 | 2020 | 2021 | 2022 |